# Stadius (cráter)

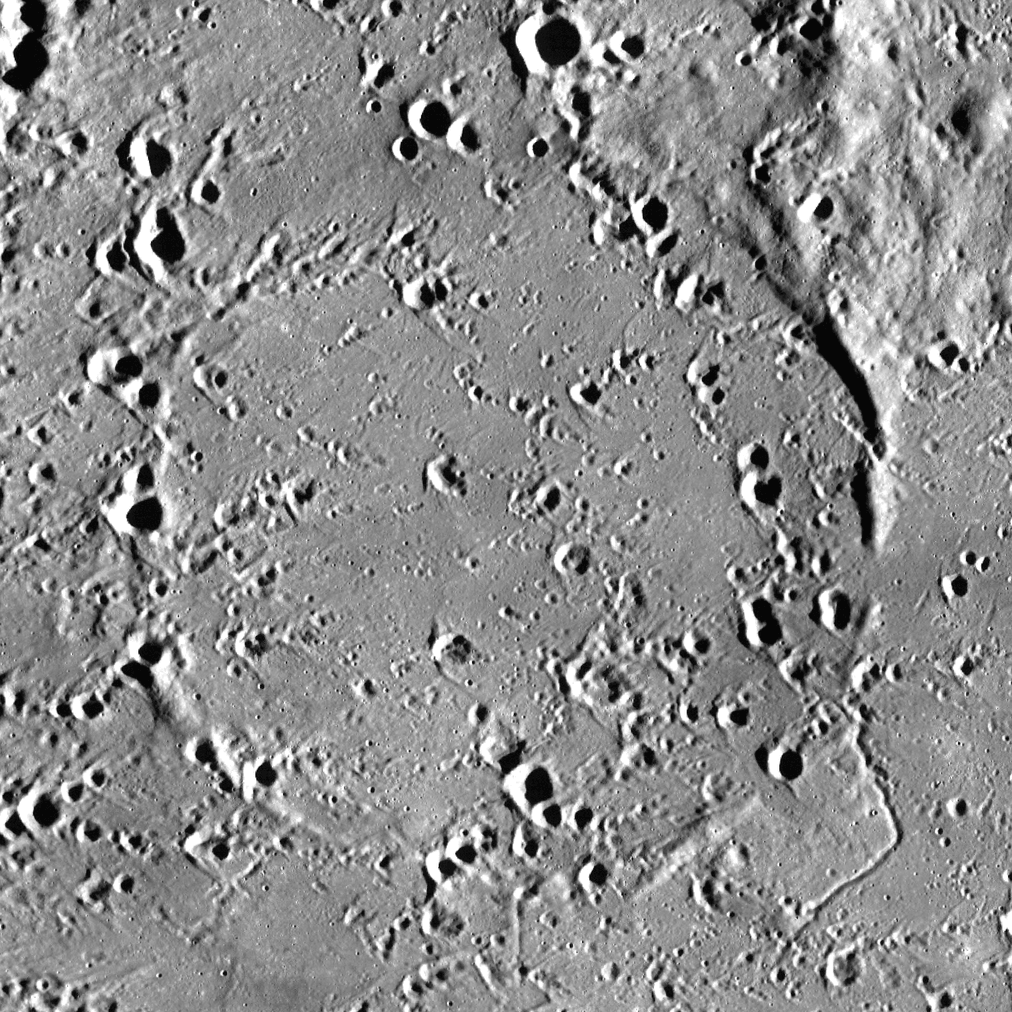
Fotografía de la misión Lunar Reconnaissance Orbiter

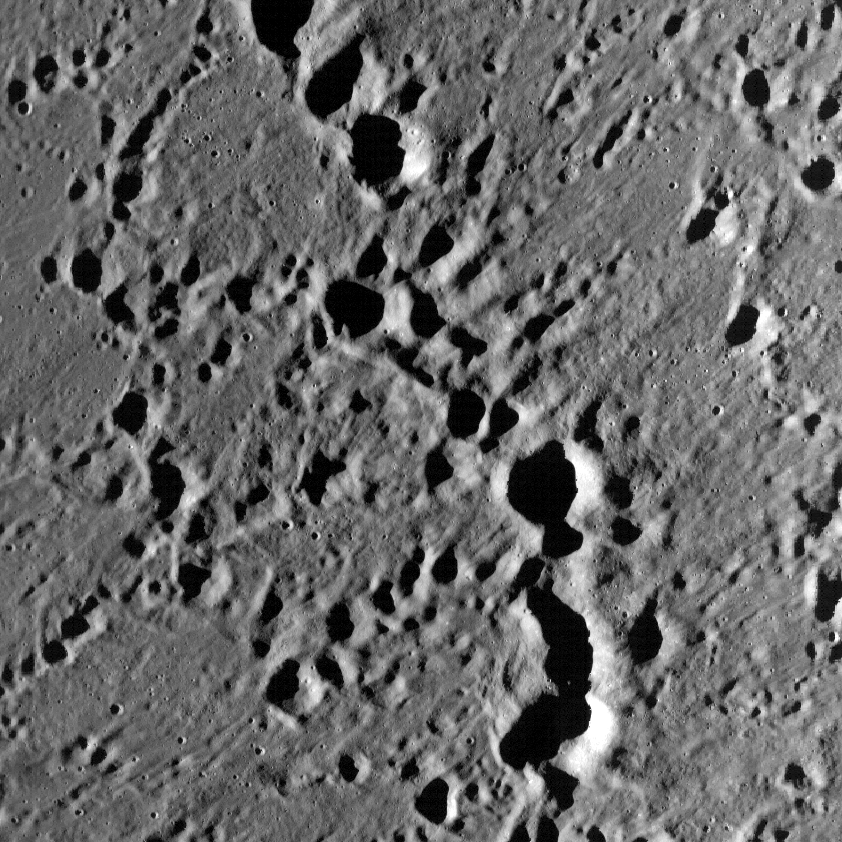
Cadena de cráteres formados por impactos secundarios procedentes de Copernicus

Stadius es un cráter palimpsesto, el remanente de un antiguo cráter de impacto lunar que ha sido casi borrado por los flujos lava basáltica. Se encuentra al suroeste del cráter mucho más reciente Eratosthenes, en el borde norte del Mare Insularum, donde el mar lunar se une al Sinus Aestuum. Al oeste se encuentra el prominente cráter Copernicus (con su sistema de marcas radiales). Múltiples cráteres secundarios resultantes del impacto copernicano cubren esta área. Al noroeste aparece una cadena de cráteres que continúa en una formación aproximadamente lineal hasta llegar al Mare Imbrium.
Solo el borde noroeste de Stadius permanece relativamente intacto, y se une con una zona de terreno accidentado que discurre hacia el norte hasta con las rampas del lado occidental de Eratóstenes. El resto de la formación muestra una huella residual del borde original, integrada por unas cuantas elevaciones sobre la superficie. No existen indicios de la presencia de un pico central. El suelo del cráter es plano, pero está marcado por numerosos cráteres, procedentes en su mayoría de impactos secundarios originados por la colisión que originó Copernicus.

## Cráteres satélite
Por convención estos elementos son identificados en los mapas lunares poniendo la letra en el lado del punto medio del cráter que está más cercano a Stadius.
|         | \| Stadius \| Coordenadas \| Diámetro \| \| ------- \| ----------------------------- \| -------- \| \| A \| 10°24′N 14°48′O / 10.4, -14.8 \| 5 km \| \| B \| 11°48′N 13°36′O / 11.8, -13.6 \| 6 km \| \| C \| 9°42′N 12°48′O / 9.7, -12.8 \| 3 km \| \| D \| 10°18′N 15°18′O / 10.3, -15.3 \| 4 km \| \| E \| 12°36′N 15°36′O / 12.6, -15.6 \| 5 km \| \| F \| 13°00′N 15°42′O / 13.0, -15.7 \| 5 km \| \| G \| 11°12′N 14°48′O / 11.2, -14.8 \| 5 km \| \| H \| 11°36′N 13°54′O / 11.6, -13.9 \| 4 km \| \| J \| 13°48′N 16°06′O / 13.8, -16.1 \| 4 km \| \| K \| 9°42′N 13°36′O / 9.7, -13.6 \| 4 km \| \| L \| 10°06′N 12°54′O / 10.1, -12.9 \| 3 km \| \| M \| 14°42′N 16°30′O / 14.7, -16.5 \| 7 km \| \| N \| 9°24′N 15°42′O / 9.4, -15.7 \| 5 km \| \| P \| 11°48′N 15°12′O / 11.8, -15.2 \| 6 km \| \| Q \| 11°30′N 14°48′O / 11.5, -14.8 \| 4 km \| \| R \| 12°12′N 15°12′O / 12.2, -15.2 \| 6 km \| \| S \| 12°54′N 15°30′O / 12.9, -15.5 \| 5 km \| \| T \| 13°12′N 15°42′O / 13.2, -15.7 \| 7 km \| \| U \| 13°54′N 16°24′O / 13.9, -16.4 \| 5 km \| \| W \| 14°06′N 16°24′O / 14.1, -16.4 \| 5 km \| |          |
| Stadius | Coordenadas | Diámetro |
| A       | 10°24′N 14°48′O / 10.4, -14.8 | 5 km     |
| B       | 11°48′N 13°36′O / 11.8, -13.6 | 6 km     |
| C       | 9°42′N 12°48′O / 9.7, -12.8 | 3 km     |
| D       | 10°18′N 15°18′O / 10.3, -15.3 | 4 km     |
| E       | 12°36′N 15°36′O / 12.6, -15.6 | 5 km     |
| F       | 13°00′N 15°42′O / 13.0, -15.7 | 5 km     |
| G       | 11°12′N 14°48′O / 11.2, -14.8 | 5 km     |
| H       | 11°36′N 13°54′O / 11.6, -13.9 | 4 km     |
| J       | 13°48′N 16°06′O / 13.8, -16.1 | 4 km     |
| K       | 9°42′N 13°36′O / 9.7, -13.6 | 4 km     |
| L       | 10°06′N 12°54′O / 10.1, -12.9 | 3 km     |
| M       | 14°42′N 16°30′O / 14.7, -16.5 | 7 km     |
| N       | 9°24′N 15°42′O / 9.4, -15.7 | 5 km     |
| P       | 11°48′N 15°12′O / 11.8, -15.2 | 6 km     |
| Q       | 11°30′N 14°48′O / 11.5, -14.8 | 4 km     |
| R       | 12°12′N 15°12′O / 12.2, -15.2 | 6 km     |
| S       | 12°54′N 15°30′O / 12.9, -15.5 | 5 km     |
| T       | 13°12′N 15°42′O / 13.2, -15.7 | 7 km     |
| U       | 13°54′N 16°24′O / 13.9, -16.4 | 5 km     |
| W       | 14°06′N 16°24′O / 14.1, -16.4 | 5 km     |